# Збірна Венесуели з футболу
Збірна Венесуели з футболу — національна футбольна команда Венесуели, якою керує Федерація футболу Венесуели.
Венесуела єдина збірна команда у Південній Америці, що жодного разу не кваліфікувалася на Чемпіонат світу. Досить часто Венесуела проходить крізь кваліфікаційні турніри без жодної перемоги, хоч ситуація змінилася у останніх двох раундах. Найкраще досягнення на Кубку Америки було 5 місце, в далекому 1967 році.
Домашні матчі здебільшого проводить на стадіонах в містах Сан-Кристобаль та Маракайбо.
Станом на 28 листопада 2024 посідає 47-e місце у рейтингу футбольних збірних світу.

## Історія

### Кубок Америки
Венесуела вперше брала участь у розіграші Кубку Америки в 1967 році, та зайняла 5 місце.

## Еволюція форми
|        |
| (1926) |

|        |
| (1967) |

|        |
| (1970) |

|        |
| (1977) |

|        |
| (1979) |

|        |
| (1981) |

|        |
| (1982) |

|        |
| (1986) |

|        |
| (1989) |

|        |
| (1990) |

|        |
| (1993) |

|        |
| (1994) |

|        |
| (1995) |

|        |
| (1996) |

|        |
| (1997) |

|        |
| (1998) |

|        |
| (1999) |

|        |
| (1999) |

|        |
| (2001) |

|        |
| (2004) |

|        |
| (2005) |

|        |
| (2007) |

|        |
| (2010) |

|        |
| (2011) |

|              |
| (2011– 2013) |